# Саут-Роналдсей
Саут-Роналдсей (англ. South Ronaldsay) — один из Оркнейских островов, архипелага в составе Британских островов у северной оконечности Шотландии. Находится южнее Мейнленда, с которым через Баррей и несколько более мелких островков соединён дамбой, построенной во время Второй мировой войны для защиты находящейся северней острова гавани Скапа-Флоу, базу британского флота.
При площади 49,8 км² это четвертый по величине остров архипелага, однако по населению он уступает только Мейнленду. В главном поселении острова Сент-Маргарет-Хоп на севере острова живет 550 человек — третий показатель для островов, уступающий только столице Керкуоллу и Стромнессу.
Находясь на юге архипелага, остров находится на пути с основной части Шотландии на Оркнеи. Через пролив Пентленд-Ферт он соединен паромными переправами с Джон-о'Гротс и Гилс в Хайленде, и дорогой по дамбе с Керкуоллом и другими населенными пунктами Мейнленда.
Одной из достопримечательностей острова является Гробница орлов — доисторический погребальный каирн, в котором найдены человеческие и орлиные кости.